# 395 (tal)
395 är det naturliga talet som följer 394 och som följs av 396.

## Inom vetenskapen
- 395 Delia, en asteroid.

## Inom matematiken
- 395 är ett udda tal
- 395 är ett sammansatt tal
- 395 är ett defekt tal